# Conseil supérieur de l'égalité professionnelle entre les femmes et les hommes
Le Conseil supérieur de l'égalité professionnelle entre les femmes et les hommes (CSEP), créé en 1983, est une instance consultative de l'État français qui participe à la définition et à la mise en œuvre de la politique menée en matière d’égalité professionnelle entre les femmes et les hommes.

## Historique
L’enjeu de la promotion du statut des femmes, porté de longue date par des organisations féministes,  est devenu une préoccupation affichée des pouvoirs publics à partir des années 1960-1970. La création d’instances gouvernementales  spécifiquement dédiées à cette mission en est une traduction. La place des femmes dans la sphère professionnelle constitue une préoccupation importante de ces instances.  Elles utilisent des leviers juridiques et les solutions de politique publique pour améliorer la place des femmes dans le monde du travail, sous différents aspects, tels que la formation, l’accès à l’emploi, l’égalité salariale ou encore la conciliation travail-famille. Au début des années 1980, le terme d’égalité professionnelle (entre les femmes et les hommes) apparaît pour désigner l’enjeu de ces stratégies. 
Le Conseil supérieur de l'égalité professionnelle entre les femmes et les hommes est créé par la loi « Roudy » sur la parité de 1983.
L'institution de cette instance nouvelle se substituait de fait au Comité du travail féminin existant alors
.
Par décret du 5 juin 2015, le Conseil supérieur de l'égalité professionnelle entre les femmes et les hommes est renouvelé pour une durée de cinq ans à compter du 8 juin 2015 (8 juin 2020).

## Missions
La mission générale du Conseil supérieur est fixée par la loi et se décline en quatre axes principaux :
Le CSEP est consulté sur les projets de lois et décrets ayant pour objet d’assurer l’égalité professionnelle entre les femmes et les hommes et sur les textes relatifs à des conditions particulières de travail propres à l’un ou à l’autre sexe.
Il a mission d’évaluation et de suivi des politiques relatives à l’égalité professionnelle. Il établit un rapport annuel d’activité. Tous les deux ans, le ou la ministre chargé des droits des femmes adresse au Conseil Supérieur de l’Egalité Professionnelle un rapport faisant état de l’égalité professionnelle entre les femmes et les hommes et mentionnant les suites données aux avis émis par le Conseil. ; ce rapport comprend également un bilan des actions réalisées en matière d'articulation des temps et de modes de garde et un bilan des actions engagées en matière d'orientation et de mixité dans les filières scolaires et de l'enseignement supérieur ainsi qu'en matière de mixité dans les métiers.
Le CSEP est, depuis avril 2013, chargé d’une mission de proposition d’actions et de mesures tendant à améliorer l’égalité professionnelle, sur la base d’études, de recherches et d’initiatives lancées par ses soins.
Il est chargé de travailler sur les questions d’articulation des temps de vie, de modes de garde, de congés familiaux, de systèmes de représentation dans l’entreprise, de harcèlement sexuel et moral, de formation initiale et continue, de diversification des choix professionnels des filles et des garçons et de création d’entreprises par les femmes.

## Composition et fonctionnement
Le Conseil supérieur de l’égalité professionnelle est composé de 9 représentants de l'administration, de 9 représentants des salariés, de 9 représentants des employeurs et de 9 personnalités qualifiées.
Il est présidé par le ministre chargé des Droits des femmes. Le ministre chargé du Travail, de l’Emploi et de la Formation professionnelle en est le vice-président. 
La secrétaire générale du Conseil supérieur de l’égalité professionnelle entre les femmes et les hommes est Brigitte Grésy, nommée en 2013 et renouvelée en 2016.
Le conseil supérieur peut signer des accords de partenariat avec des instances complémentaires. Il en est ainsi de l'accord signé en 2017 avec le Défenseur des droits.

## Travaux et publications

### Rapports reçus
- Rapport du gouvernement au Conseil supérieur de l'égalité professionnelle (CSEP) sur le bilan des actions menées en matière d'égalité professionnelle entre les femmes et les hommes (2012-2015), ministère des Affaires sociales, de la Santé et des Droits des femmes ; La Documentation française, juillet 2015

### Rapports et avis émis
- Guide pour la prise en compte de l'égalité entre les hommes et les femmes dans les systèmes de classification[9], 2015 ;
- Le sexisme dans le monde du travail, entre déni et réalité. Rapport du Conseil supérieur de l’égalité professionnelle entre les femmes et les hommes publié le 6 mars 2015 ;
- Avis du Conseil supérieur de l’égalité professionnelle entre les femmes et les hommes, Ordonnances travail, 18 septembre 2017 ;
- Note du Conseil supérieur de l'égalité professionnelle entre les femmes et les hommes sur le bilan de la prise en compte de l'égalité dans la formation professionnelles, février 2018.